# Périmètre d'attente de projet d'aménagement global
En France, en application de l'article L. 151-41 du Code de l'urbanisme, le Périmètre d'Attente de Projet d'Aménagement Global (PAPAG) est une aire inscrite au plan local d'urbanisme (PLU) en vue d'un projet futur d'aménagement, par exemple une Zone d'aménagement concerté (ZAC).